# 2023 en Australie
Chronologie de l'Australie
- 2019
- 2020
- 2021
- 2022
- 2023
- 2024
- 2025
- 2026
- 2027

Cette page concerne les évènements survenus en 2023 en Australie :

## Événements
- Pandémie de Covid-19 en Australie

### Janvier
- 2 janvier : Quatre personnes sont tuées et neuf autres sont blessées lorsque deux hélicoptères entrent en collision près d'un parc à thème sur la Gold Coast à Queensland.
- Du 16 au 29 janvier : 111e édition de l'Open d'Australie à Melbourne.

### Février
- x

### Mars
- 25 mars : élections législatives en Nouvelle-Galles du Sud.

### Avril
- x

### Mai
- 6 mai : couronnement de Charles III en tant que roi d'Australie et des autres royaumes du Commonwealth.

### Juin
- x

### Juillet
- 20 juillet au 20 août : Coupe du monde féminine de football 2023 en Australie et en Nouvelle-Zélande.

### Août
- 20 juillet au 20 août : Coupe du monde féminine de football 2023 en Australie et en Nouvelle-Zélande.

### Septembre
- x

### Octobre
- 14 octobre : référendum constitutionnel, L'amendement est rejeté par une large majorité des électeurs aussi bien au niveau national que dans chacun des six États du pays.

### Novembre
- 10 novembre : l'Australie et les îles Tuvalu signent un accord pour permettre aux 11 200 habitants de l’archipel de venir s’installer en Australie[1].

### Décembre
- x

## Sport
- Championnat d'Australie de football 2022-2023
- Grand Prix automobile d'Australie 2023
- Open d'Australie
- Tournoi de tennis d'Adélaïde (WTA 2023 II)
- Tournoi de tennis de Sydney